# Truxtun Hare
Thomas Truxtun Hare (Filadèlfia, Pennsilvània, 12 d'octubre de 1878 – Radnor, Pennsilvània, 2 de febrer de 1956) va ser un jugador de futbol americà i atleta estatunidenc de primers del segle XX que va prendre part en els Jocs Olímpics de París, el 1900, i als de Saint Louis, el 1904.
El 1900, a París, disputà les proves del llançament de pes, martell i disc als Jocs de París, aconseguint la medalla de plat en martell, amb un millor llançament de 46,26 m, lluny dels 51,01 m que van servir a John Flanagan per guanyar l'or.
Quatre anys més tard, a Saint Louis, disputà la primera decatló olímpica, en què aconseguí la medalla de bronze. Hare liderà la decatló durant les dues primeres proves, però a poc a poc va veure com Thomas Kiely i Adam Gunn el superaven.